# Chotětov
Chotětov es una localidad situada en el distrito de Mladá Boleslav, en la región de Bohemia Central, República Checa. Tiene una población estimada, a principios del año 2022, de 1380 habitantes.
Está ubicada al noreste de la región y de Praga, cerca del río Jizera —un afluente derecho del curso alto del río Elba— y de la frontera con la región de Liberec.